# Pseudoroegneria
Pseudoroegneria es un género de plantas herbáceas de la familia de las poáceas. Es originario del centro de Asia, norte de China y Norteamérica.
Algunos autores lo incluyen en los géneros Elymus, Elytrigia.

## Especies
| - Pseudoroegneria arizonica - Pseudoroegneria armena - Pseudoroegneria cognata - Pseudoroegneria cretacea - Pseudoroegneria deweyi - Pseudoroegneria divaricata - Pseudoroegneria dsinalica - Pseudoroegneria elytrigioides - Pseudoroegneria geniculata - Pseudoroegneria gracillima - Pseudoroegneria heidemaniae - Pseudoroegneria kosaninii | - Pseudoroegneria kotovii - Pseudoroegneria libanotica - Pseudoroegneria ninae - Pseudoroegneria pertenuis - Pseudoroegneria reflexiaristata - Pseudoroegneria setulifera - Pseudoroegneria sosnovskyi - Pseudoroegneria spicata - Pseudoroegneria stewartii - Pseudoroegneria stipifolia - Pseudoroegneria strigosa - Pseudoroegneria tauri |